# Linum tauricum
Linum tauricum là một loài thực vật có hoa trong họ Linaceae. Loài này được Willd. mô tả khoa học đầu tiên năm 1809.